# Cristian Cásseres
Cristian Alfonso Cásseres (Caracas, 21 de junio de 1977) es un exfutbolista venezolano que jugaba como centrocampista y su último equipo fue Metropolitanos Fútbol Club de la Primera División de Venezuela.
Es padre del también futbolista Cristian Cásseres Jr.

## Historia
Hijo de padres colombianos de un pueblo ubicado en el Dpto de Bolívar específicamente San Basilio de Palenque, Cristian nació en Caracas el 29 de junio de 1977 y creció en Nuevo Horizonte, una barriada ubicada en el Oeste de la Capital Venezolana, que es conocida por ser habitada por una extensa cantidad de personas oriundas de la hermana república de Colombia, allá en la tierra donde falleció El Libertador Simón Bolívar en 1830. Sus inicios fueron en el mencionado sector popular, donde es querido por toda la comunidad. Luego de conquistar títulos en su comunidad aparecieron dos personas que le ofrecieron a Cristian probar suerte en el fútbol profesional, esas dos personas eran Camilo Ramírez y Evelio Guayana, los cuales tenían contactos con el equipo de primera división profesional del fútbol venezolano el club Estudiantes de Mérida, equipo con el cual Cristian lograría dar el salto a nivel profesional. Fue apodado como el "Torito" por el periodista Venezolano Richard Méndez debido a su gran velocidad que desarrollaba en los terrenos de juego.

## Trayectoria

### Estudiantes de Mérida, el inicio como futbolista profesional
En el año 1996 realiza su debut en la primera división del fútbol venezolano de la mano del profesor Carlos Horacio Moreno, en un partido contra Trujillanos FC donde el equipo de Estudiantes de Mérida se llevó la victoria por 3 - 1 con dos asistencias de Cristian Casseres.

### Deportivo Italchacao
Tras su pasantía por Estudiantes de Mérida el ariete tuvo que retornar a la capital de Venezuela, debido a problemas extradeportivos. En ese momento Estudiantes pasaba por una mala situación económica, en su retorno a la ciudad de Caracas, Cristian participó en ese entonces en el Torneo Ibérico, torneo perteneciente al fútbol amateur pero de gran nivel en la ciudad. Ese mismo año se iba a jugar el Campeonato Sudamericano Sub-20 de 1997, celebrado en Chile, el cual cristian es convocado por el profesor Lino Alonso, luego de una gran participación de la selección nacional sub-20, Cristian es contratado por el Deportivo Italchacao, en su primer año en el club quedó subcampeón y en su segundo año logró conseguir el título de campeón, en su trayectoria con el Deportivo Italchacao logró cosechar un total de 71 goles.

### Atlas
En el año 2000 fue el traspaso más caro del torneo venezolano al ser vendido al equipo Mexicano Atlas de Guadalajara por 1,2 millones de dólares,
el 15 de enero de ese mismo año hace su debut en la Liga Mexicana con el Atlas en la primera jornada del Torneo de Verano.
en el Torneo de Verano 2000 disputó 11 partidos (7 de titular), marcando 5 goles, recibiendo 1 tarjeta amarilla y jugando 574º minutos.

### Bachilleres FC
En la temporada 2001-2002, es cedido al Bachilleres FC equipo filial del Atlas y perteneciente en ese entonces a la segunda división del fútbol mexicano, disputando 11 partidos, marcando 3 goles.

### Retorno al Atlas
Retorna al atlas en el año 2005 para disputar el Torneo Clausura 2005 de la Liga Mexicana disputando 3 partidos todos de suplente, sin marcar gol y jugando 53' minutos.

### Deportivo Italia
En enero de 2008, se conoció el fichaje de Cristian Cásseres por parte del Deportivo Italia, firmando un contrato de un año, el cual se extendería a 2 años más, logrando consagrarse campeón en el torneo apertura 2008 y cosechando un total de 35 goles en su carrera con el equipo azul de la capital.

### Real Esppor Club
La llegada del legendario entrenador venezolano Noel Sanvicente al Real Esppor Club, trajo consigo fichajes importantes para el equipo merengue de la capital, entre ellos, el experimentado delantero Cristian Casseres, siendo en ese momento el Real Esppor el equipo con el plantel más caro de la Primera División del Fútbol Venezolano.

## Selección nacional
Ha sido internacional con la Selección de fútbol de Venezuela en 29 ocasiones y ha marcado 2 goles. El 27 de enero de 1999 hace su debut internacional en un juego amistoso ante Dinamarca partido el cual quedaría 1-1.

## Clubes
| Club                   | País                 | Año               | Juegos | Goles |
| ---------------------- | -------------------- | ----------------- | ------ | ----- |
| Estudiantes de Mérida  | Venezuela            | 1996 - 1997       | 10     | 0     |
| Deportivo ItalChacao   | Venezuela            | 1997 - 1999       | 57     | 45    |
| Atlas de Guadalajara   | México               | 2000 - (Apertura) | 11     | 5     |
| Reboceros De La Piedad | México               | 2000 - (Clausura) | 20     | 3     |
| Deportivo Italchacao   | Venezuela            | 2001 - (Apertura) | 7      | 3     |
| Bachilleres FC         | México               | 2001 - 2002       | 11     | 3     |
| Deportivo Italchacao   | Venezuela            | 2002 - 2003       | 18     | 23    |
| UA Maracaibo           | Venezuela            | 2004 - (Apertura) | 16     | 14    |
| Atlas de Guadalajara   | México               | 2005 - (Clausura) | 7      | 1     |
| UA Maracaibo           | Venezuela            | 2005 - (Apertura) | 10     | 7     |
| Talleres de Córdoba    | Argentina            | 2006 - (Clausura) | 5      | 2     |
| UA Maracaibo           | Venezuela            | 2006 - 2007       | 20     | 14    |
| Deportivo Italia       | Venezuela            | 2008 - 2010       | 75     | 32    |
| Real Espor             | Venezuela            | 2010              | 10     | 2     |
| Deportivo Táchira      | Venezuela            | 2011 - 2012       | 17     | 4     |
| Atlético Venezuela     | Venezuela            | 2012 - 2014       | 26     | 7     |
| Metropolitanos FC      | Venezuela            | 2014 - (Apertura) | 17     | 4     |
| Portuguesa Fútbol Club | Venezuela            | 2015 - (Clausura) | 23     | 5     |
| Atlántico FC           | República Dominicana | 2015 - 2016       | 26     | 4     |
| Metropolitanos FC      | Venezuela            | 2017 - 2018       | 7      | 0     |

## Competiciones
| Competición                    | PJ  | Goles |
| ------------------------------ | --- | ----- |
| Primera División de Venezuela  | 289 | 153   |
| Segunda División de Argentina  | 5   | 1     |
| Primera División de México     | 18  | 5     |
| Primera División 'A' de México | 31  | 6     |
| Liga Dominicana de Fútbol      | 26  | 4     |
| Copa Libertadores              | 23  | 7     |
| Copa Pre Libertadores          | 4   | 2     |
| Copa Sudamericana              | 4   | 0     |
| Selección Nacional             | 28  | 2     |
| Total de Carrera               | 438 | 180   |

## Palmarés

### Campeonatos nacionales
| Título                        | Club                 | País      | Año       |
| ----------------------------- | -------------------- | --------- | --------- |
| Primera División de Venezuela | Deportivo Italchacao | Venezuela | 1998-1999 |
| Torneo Apertura               | Deportivo Italia     | Venezuela | 2008      |